# Toon
Der Ausdruck Toon ist eine Abkürzung des Wortes Cartoon (Im Englischen auch für Zeichentrick), die vermutlich durch den Namen der Looney Tunes, einer Zeichentrickserie von Warner Bros., Einzug gehalten hat. Der Begriff wurde 1981 durch den Roman  Who Censored Roger Rabbit? von Gary K. Wolf und der anschließenden Adaption als Kinofilm  Falsches Spiel mit Roger Rabbit geläufig.

## Eigenschaften
Toons sind vermenschlichte Tiere oder Objekte, die stark karikiert dargestellt werden. Sie überstehen lebensgefährliche Unfälle, wo sie z. B., meist unverletzt, wieder mitspielen. Sie gehorchen dabei nicht den normalen physikalischen Gesetzen.
Bis auf sehr wenige Ausnahmen (z. B. Klauen) haben Toons im Gegensatz zum Menschen an jeder Hand vier Finger (inkl. Daumen).
Viele der Figuren sind so ausgelegt, dass sie nur ein einziges Ziel verfolgen, z. B.:
- Elmer Fudd ist nur mit dem Jagen beschäftigt, während andere nur ihre Beute im Auge haben.
- Der Kater Sylvester jagt beständig dem Vogel Tweety hinterher.
- Wile E. Coyote versucht den Roadrunner zu fassen zu bekommen.

## Vermischung von Menschen und Zeichentrick
Als Reaktion auf den Film kam es vermehrt zu einer Vermischung von Zeichentrickfiguren und realen Menschen innerhalb von Animationen. Dabei folgen die Figuren unterschiedlichen Gesetzen: Während die Menschen den normalen physikalischen Eigenschaften unterliegen, besitzen die Toons alle aus den Zeichentrickfilmen bekannten Fähigkeiten. Als Beispiel dafür können die Filme wie der bereits genannte und vielfach Oscar-gekrönte  Falsches Spiel mit Roger Rabbit  (1988) sowie Cool World (1992, in diesem wurden die Toons als „Doodles“ bezeichnet) und Space Jam (1996) gesehen werden. Aber auch in reinen Zeichentrickanimationen, wie in Bonkers, wurden Menschen mit Zeichentrickfiguren vermischt.